# Джэксон (Джорджия)
Джэксон (англ. Jackson) — город и административный центр округа Батс, штат Джорджия, США. По данным переписи 2020 года население составило 5557 человек, в сравнении с 5045 человек в 2010 году. Город назван в честь губернатора Джорджии Джеймса Джэксона.

## История
Джэксон был основан в 1826 году на участке земли площадью 1,23 км2, купленном специально для основания поселения. Участок был разделен на квадраты, а каждый квадрат — на лоты. Первым покупателем участка в новом городе был житель округа Ньютон Джон Д. Свифт. Во время Гражданской войны большая часть Джэксона была разрушена армией генерала Уильяма Т. Шермана во время его Марша к морю. После войны Джэксон, как и большая часть Юга, десятилетиями испытывал экономические трудности. Джэксон оставался всего лишь небольшой деревней до появления железных дорог во второй половине XIX века. 5 мая 1882 года в город прибыл первый поезд, ознаменовав новую эру в перевозке людей и товаров.
В течение XX века Джэксон испытывал активный рост, а крупнейшими работодателями стали предприятия текстильной промышленности. Появление автомагистрали I-75 в нескольких километрах к юго-западу от города дало горожанам быстрый доступ к Атланте и Мейкону. Многочисленные школы по всему округу были объединены в одну центральную школьную систему, со штаб-квартирой в Джэксоне, а в 1968 году в школы прошла десегрегация. Начиная с 1970-х годов Джэксон постепенно начал превращаться в спальный пригород. В 1970-х были в Джэксоне также были отменены налоги на недвижимость.

## География
Джэксон расположен в центре округа Батс в точке с координатами 33°17′37″ с. ш. 83°57′45″ з. д.. Он находится в 74 км к юго-востоку от центра Атланты. Центр населённости Джорджии находится в 4 км к северо-востоку от Джэксона, недалеко от границы между округами Баттс и Ньютон. 
Согласно Бюро переписи населения США, город имеет общую площадь 16,2 квадратных километров, из которых 16,1 квадратный километр — занимает суша и 0,1 квадратный километр (0,50%) — водная поверхность.

## Население
По данным переписи населения 2020 года в городе проживало 5557 человек, имелось 1799 домохозяйств и 1141 семья. Плотность населения составила 352.98 чел./км2. Расовый состав населения города был следующим: 48.97% белых, 43.17% чернокожих, 0.18% коренных американцев, 0.45% азиатов, 0.05% уроженцев островов Тихого океана, 3.8% представителей других рас или имеющих смешанное происхождение. Латиноамериканцы любой расы составили 3.38% населения.

## Правительство
Джэксон управляется выборным городским советом из пяти членов, каждый из которых представляет один из районов города. Совет возглавляет мэр, который избирается всеобщим голосованием. Все должностные лица избираются на четырехлетний срок. Нынешний мэр Джэксона — Карлос Даффи, избранный в 2022 году. 

## Медиа
В Джэксоне базируется радиостанция WJGA-FM 92.1.
В Джэксоне не единожды проходили съёмки различных телевизионных шоу. Начиная с 2016 года Джэксон появился в сериале «Очень странные дела», изображая вымышленный город Хокинс, штат Индиана, в начале 1980-х годов. В частности съемки проходили в центре города, для чего были специально покрашены некоторые здания, мебельный магазин (выступающий в качестве экстерьера кинотеатра) и один из судов округа Батс. 
Популярность шоу привлекла в город множество поклонников. Также в городе снимался сериал телеканала The CW «Древние».

## Государственная тюрьма
В 13 км к юго-западу от Джэксона находится Диагностическая и классификационная тюрьма штата Джорджия — тюрьма строгого режима в управлении Департамента исправительных учреждений Джорджии. Здесь находятся как камеры смертников так и обычные камеры для заключенных.

## Образование
Школьный округ Баттс отвечает за образование в округе с дошкольного по двенадцатый класс, управляет тремя начальными школами, одной средней и одной старшей школой[14]. В округе работают 184 штатных учителя и имеется более 3370 учеников The district has 184 full-time teachers and over 3,370 students.. 
- Начальная школа Hampton L. Daughtry
- Начальная школа Джэксона
- Начальная школа Старка
- Средняя школа Хендерсона
- Старшая школа Джэксона

## Известные люди
- Нейрон Болл[англ.] — бывший внешний лайнбекер NFL для Oakland Raiders.
- Мак Коллинз[англ.] — бывший конгрессмен.
- Берт Джонс[англ.] — 13-й вице-губернатор Джорджии
- Дуглас Уотсон[англ.] — актёр, наиболее известный по роли Мака Кори в мыльной опере «Другой мир»